# Guerre des Goths (458)
Pour un article plus général, voir Guerre des Goths.
La guerre des Goths de 458 oppose Théodoric II, roi des Wisigoths de 453 à 466, à la tête du royaume fédéré de Toulouse, à l'empereur romain d'Occident Majorien, qui veut reprendre le contrôle de la province de Narbonnaise première envahie par l'armée de Théodoric. Elle s'achève par la victoire de Majorien à Arles. 
La guerre des Goths reprend cependant trois ans plus tard et se poursuit sous le règne d'Euric et de Ricimer jusqu'en 476, date de la fin de l'empire romain d'Occident.

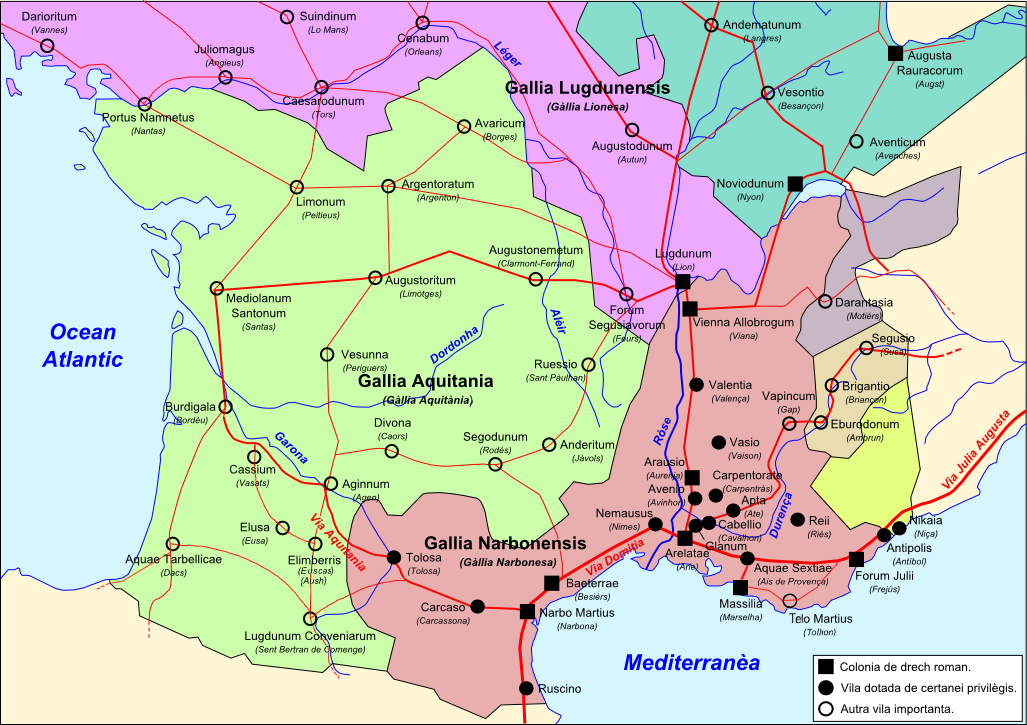
Le sud de la Gaule en 120 : provinces d'Aquitaine et de Narbonnaise (et sud des provinces de Lyonnaise et de Belgique. En 285, Dioclétien procède à la division des quetre provinces.

## Contexte

### L'empire romain auVesiècle
La réforme de Dioclétien, empereur de 284 à 305, instituant le système de la tétrarchie, aboutit à la division de l'empire entre empire d'Orient et empire d'Occident.
Au Ve siècle, le gouvernement de l'empire d'Occident réside à Ravenne (depuis 402, succédant à Milan), résidence de l'empereur titré « Auguste », alors que l'empereur (adjoint) titré « César » réside à Trèves, sur la Moselle. Il est à noter cependant que le Sénat reste à Rome, toujours capitale symbolique de l'empire, et continue à faire valoir ses droits[pas clair].
L'empire d'Occident est divisé en deux préfectures du prétoire : 
- la préfecture du prétoire des Gaules (Gaule, Bretagne, Hispanie), dont le chef-lieu est Trèves ;
- la préfecture du prétoire d'Italie (Italie, Dalmatie, Afrique).

Chacune des préfectures du prétoire est divisée en diocèses (par exemple : le diocèse de Vienne couvrant le sud de la Gaule).
Les diocèses sont divisés en provinces, beaucoup plus nombreuses qu'auparavant (par exemple, la Narbonnaise a été divisée en Narbonnaise I (Narbonne), Narbonnaise II (Arles) et Viennoise (Vienne)).

### Les Germains dans l'empire
En 406 (le 31 décembre), les Vandales, les Suèves et les Burgondes font leur entrée dans l'empire et s'installent ensuite respectivement en Afrique, Galice et en Germanie.
Les Wisigoths, entrés dans l'empire d'Orient dès les années 370 (bataille d'Andrinople, 378), sont parvenus à Rome en 410 et l'ont mise à sac. Puis des négociations avec les autorités de Ravenne, où règne l'empereur Honorius, ont abouti à la décision de les installer comme fédérés dans le sud de la Gaule.

### Les Wisigoths en Gaule
Le roi wisigoth Athaulf, qui règne de 410 à 415, s'établit à Narbonne où il épouse en 414 une captive, Ælia Galla Placida, fille de l'empereur Théodose et sœur d'Honorius. En 415, son successeur, Wallia, continue l’expansion amorcée par Athaulf vers l’Espagne.
Dans les années 410, le pouvoir réel en Occident est exercé par Constance, général de l'armée romaine et patrice, qui va d'ailleurs être brièvement empereur de février à septembre 421.
En 417, Constance contraint Galla Placidia, veuve du roi des Wisigoths Athaulf à l’épouser, renforçant ainsi son pouvoir de fait en s'alliant avec les Wisigoths, la seule armée opérationnelle dans le sud de la Gaule.
En 418, Constance fait promulguer un décret rétablissant l’assemblée générale des sept provinces des Gaules[pas clair] et installant les fédérés wisigoths sur le territoire de l’Aquitaine seconde (entre la Garonne et la Loire) et de la Novempopulanie (entre Garonne et Pyrénées).

### ThéodoricIer(r. 418-451) et la création du royaume de Toulouse
C’est le successeur de Wallia, Théodoric Ier, qui règne de 418 à 451, qui complète leur installation en Gaule en faisant de Toulouse sa capitale (Toulouse (Tolosa) est en Narbonnaise I, mais à la limite de la Novempopulanie).
Il aura six fils dont les trois ainés sont Thorismond, Théodoric et Frédéric.
Théodoric meurt dans la bataille contre les Huns en 451. Thorismond lui succède, mais est assassiné par son frère Théodoric en 453.

## Débuts du règne de Théodoric II (de 453 à 456)

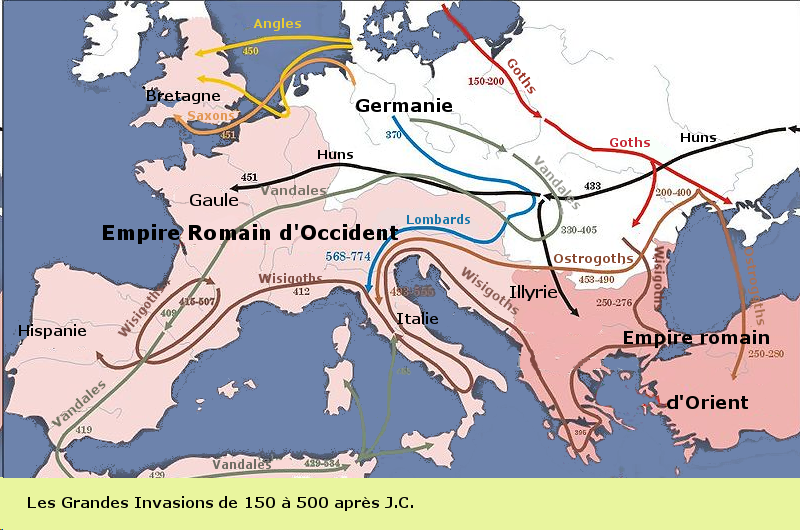
Tableau récapitulatif des grandes invasions de 150 à 500 apr. J.-C.

### Un prince germain romanisé
Élevé à la cour de Toulouse, le jeune Théodoric a pour précepteur un Romain, Eparchius Avitus, préfet du prétoire des Gaules, contrairement à son frère aîné Thorismond, élevé de façon purement germanique. 
Sidoine Apollinaire, aristocrate de Gaule romaine, homme politique, évêque de Clermont et écrivain contemporain de Théodoric II a laissé un portrait de ce prince, le premier vu dans une perspective romaine. Dans une lettre à son frère, il n’a que des éloges pour son apparence physique, sa piété, l’ardeur mise à l’administration du royaume et le sérieux qui règne à sa table où il  allie « l’élégance grecque, l’abondance gauloise et l’efficacité italienne ». 
Théodoric est présent à la bataille des champs Catalauniques (451), au cours de laquelle son père est tué.   

### Théodoric au pouvoir
Thorismond succède à son père, mais est assassiné deux ans plus tard par Théodoric et Frédéric, victime de ce que le chroniqueur franc Frédégaire appelle « morbus gothicus » (« maladie gothique »), cette tendance des grandes familles à s’entredéchirer. Théodoric lui succède, associant dès son élection son frère Frédéric au trône, à la fois pour utiliser ses compétences militaires et pour se prémunir contre des tentatives d’usurpation de la part de leurs trois autres frères.

Les provinces romaines d’Espagne au temps de Dioclétien.

Dès 453, Théodoric II confirme auprès d’Aetius qu'il reconnaît son royaume comme fédéré des Romains. Aetius connait bien les Wisigoths et les Huns, ayant été de 405 à 408 otage à la cour d'Alaric et de 409 à 412 à celle de Ruga, roi des Huns.
En 454, à la demande de l'empereur Valentinien III, Frédéric part pour l’Espagne combattre des bandes bagaudes, qui rançonnent la Tarraconaise. Après avoir battu le roi des Suèves, Rechiaire, à Braga (455), il rend à Rome la province de Carthaginoise. Il bat aussi les Bagaudes et les Wisigoths s'installent dans la région de Tarraconaise, mais au nom de l'empereur d'Occident,. 

### La crise de la succession de Valentinien (455)
En septembre 454, Aetius est assassiné par l’empereur Valentinien III, lui-même éliminé en mars 455. Deux clans s’opposent alors pour la succession : 
- celui de Pétrone Maxime, soutenu par le Sénat de Rome, l'administration impériale et une partie des troupes d'Aetius,
- celui de Majorien, comte des domestiques[pas clair] de Valentinien, soutenu par l'impératrice Licinia Eudoxia et l'armée[10].

Pétrone Maxime l'emporte et est proclamé « Auguste » le 17 mars 455. Il nomme alors magister militum per Gallias (« maître des armées en Gaule ») l’ancien précepteur de Théodoric, Avitus, alors préfet du prétoire des Gaules, qui est envoyé en mission diplomatique auprès de son ancien élève. Avitus est à Toulouse lorsque Genséric, roi des Vandales, prend Rome, et met fin au règne de Pétrone Maxime. 

### Avitus, empereur soutenu par Théodoric (455-456)
Théodoric propose à Avitus de revêtir le titre impérial, ce qu'il accepte avec l'accord d'un groupe de sénateurs gallo-romains réunis à Beaucaire (Ugernum). 
Le 9 juillet 455, Avitus est proclamé empereur à Arles (Arelate) par les Gaulois de la classe sénatoriale.   Il se rend alors en Pannonie pour conclure un traité avec les Ostrogoths, qui s s'engagent à protéger les frontières nord de l'Empire. 

### Expansion du royaume de Toulouse en Gaule et intervention en Hispanie (455-456)
Durant cette période de guerre intestine entre Romains, Théodoric agrandit le royaume de Toulouse sans tenir compte des dispositions de l'autorité romaine. Il s'empare de la Novempopulanie, puis de la Narbonnaise première, convoitée depuis longtemps par les Goths dont il confie la garde à Frédéric. 
Par ailleurs, dans la péninsule Ibérique, les Suèves du roi Rechiaire ont envahi les provinces de Carthaginoise, puis de Tarraconaise. Les Suèves refusant de quitter ces provinces, Théodoric II mène en personne des attaques vers la Galice et la Lusitanie : il prend Braga en 455, mais les Suèves la reprennent rapidement, et Mérida en 456. Rechiaire est capturé en décembre 456 à Porto (Portus Cale) et exécuté,. Théodoric reprend Braga en 457.

### Chute d'Avitus (octobre 456)
Reconnu par Théodoric et par les aristocrates de Gaule, peut-être reconnu par l’empereur d’Orient Marcien, qui règne de  450 à 457, Avitus ne l’est en revanche pas par les Romains d’Italie en raison de ses origines gauloises, d'autant plus qu'il échoue contre les Vandales installés à Rome. Il se réfugie alors à Arles comptant sur l'appui de Théodoric, qui est alors occupé ailleurs. 
En octobre 456, Avitus est renversé par le comte Ricimer et le chef de la garde impériale Majorien, qui va être proclamé empereur en 457. 
Théodoric rentre alors en Aquitaine laissant deux de ses généraux, Sunéric et Cyrila, surveiller les Suèves à l’ouest de la péninsule Ibérique.

## Majorien

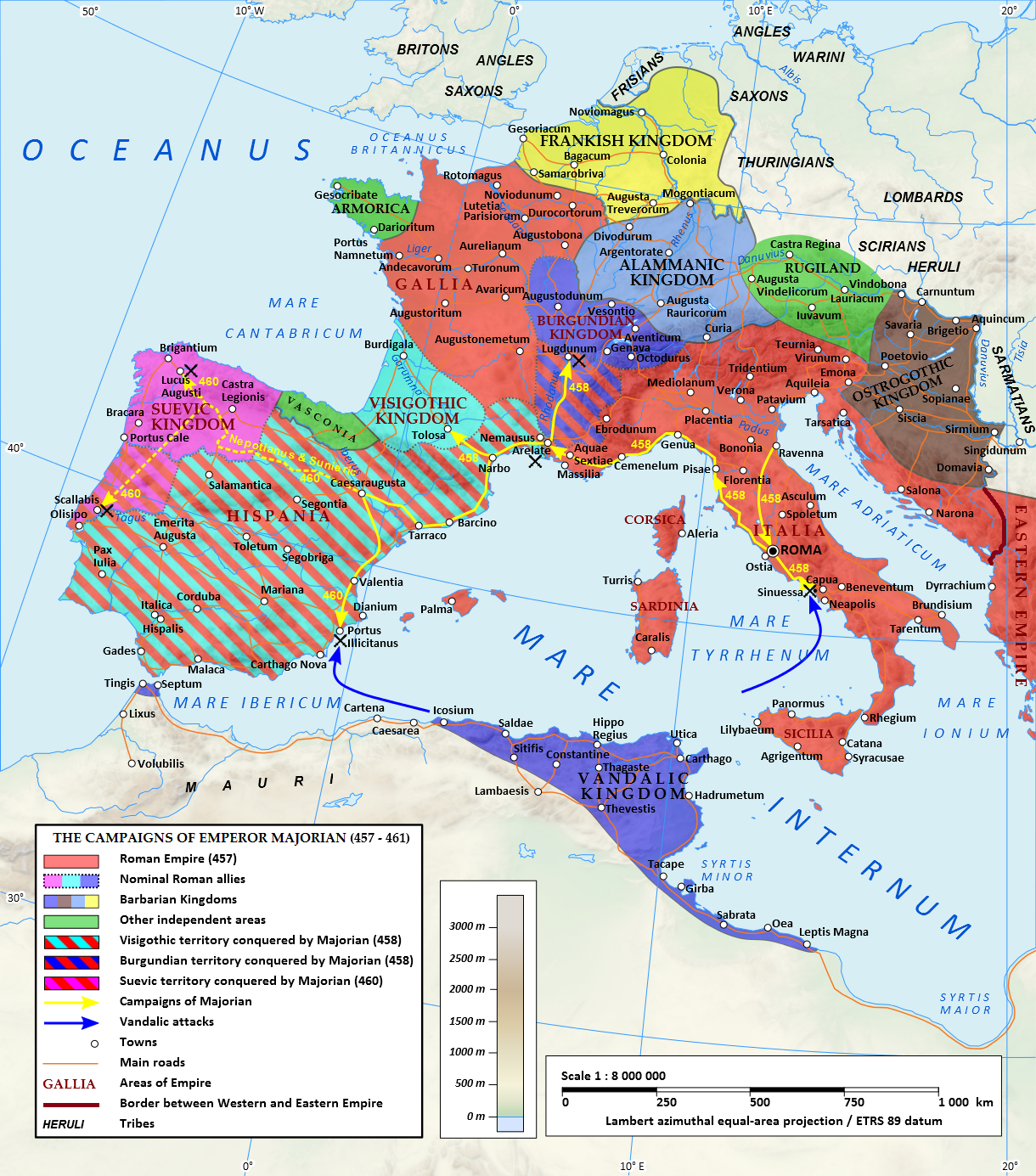
Durant les quatre années de son règne Majorien reprit la majeure partie de l’Hispanie et du sud de la Gaule.

### Débuts
Majorien, empereur de 457 à 461, probablement né après 420 est issu d'une famille de militaires de haut rang de l’empire d’Occident (son grand-père a été magister militum sous Théodose Ier, empereur de 379 à 395).
Lui-même commence sa carrière militaire sous les ordres d'Aetius qu’il suit en Gaule où il fait la connaissance de deux officiers : Ricimer, d’origine suève et wisigothe et Ægidius, d’origine gallo-romaine. Il est commandant de la garde impériale sous les empereurs Valentinien III (425-455), Pétrone Maxime (mars-mai 455) et Avitus (455-456). 
Le 18 octobre 456, avec l'assistance de Ricimer, il capture Avitus et le destitue. 

### Avènement de Majorien à la tête de l'empire d'Occident (456-457)
À partir de ce moment, Léon Ier, empereur romain d’Orient (457-474), se considère également comme régnant sur l’Occident, la convention étant qu'à la mort de l’un des deux empereurs, le survivant assume les deux fonctions jusqu’à ce qu’il désigne un successeur au disparu. N’ayant pas les forces nécessaires pour s’imposer en Occident où l’aristocratie gallo-romaine se soulève contre la déposition d’Avitius et appelle à l’aide les Burgondes et les Wisigoths, Léon attribue à Ricimer le titre de patrice et à Majorien celui de généralissime[réf. nécessaire], leur déléguant l’administration de l’empire d’Occident. Majorien est donc le subalterne de Ricimer. Étant Romain de naissance, membre de la noblesse romaine et de la caste militaire, il considère cela comme déshonorant. Avec l’appui du Sénat de Rome, il obtient que Léon le nomme César d'Occident (1er avril 457). Puis, le 28 décembre, avec l’appui du Sénat et de l’armée, il se proclame Auguste.

### Objectifs politico-militaires de Majorien
Son but est de rétablir l’autorité de Rome sur l’ensemble de l'Occident, alors qu'à ce moment elle n'est effective qu'en Italie, en Narbonnaise et au sud de l’Espagne, tout le reste étant sous le contrôle des Germains, certains fédérés mais rebelles, d'autres sans lien d'allégeance à l'empire.
Ne pouvant pas entièrement compter sur Ricimer, qui appartient par son père à la famille royale des Suèves et par sa mère à celle des Wisigoths,[réf. nécessaire] Majorien confie à Aegidius, nommé en 456 magister militum per Gallias, le soin de rétablir l’ordre en Gaule, c'est-à-dire de mettre au pas Théodoric et l’aristocratie gallo-romaine de Narbonnaise d'une part, de prendre Lyon et de chasser les Burgondes de l'empire, d'autre part.

## Campagnes militaires de 458-460 et chute de Majorien

### Combats en Campanie contre les Vandales
Le moment est favorable puisque Théodoric II et son frère sont en Hispanie en train de combattre les Suèves. Après avoir vaincu durant l’été 457 un groupe de Vandales qui ont débarqué en Campanie sous les ordres d’un beau-frère de Genséric, Majorien conduit vers la Gaule son armée qui inclut un grand nombre de soldats et officiers germains.

### La bataille d'Arles et la soumission de Théodoric (458)
L'armée des Wisigoths conduite par Théodoric revenu d'Hispanie rencontre celle de Majorien (avec Aegidius et Nepotianus) près d'Arles. Les Wisigoths sont taillés en pièce. 
Théodoric II doit battre en retraite. Majorien négocie alors un traité par lequel les Wisigoths renoncent à la Narbonnaise première, restituent à Rome les provinces qu'ils tiennent en Hispanie et reprennent leur statut de fédérés. 
Majorien s'établit à Arles, tandis que Ricimer est chargé de gouverner l’Italie. 

### Échec du projet de campagne contre les Vandales (460)
Accompagné d’Aegidius, l’empereur repart pour l’Hispanie en 460 afin de préparer une grande expédition maritime contre les Vandales, installés en Afrique (actuelle Tunisie), autour de Carthage.
Mais Genséric réussit à faire incendier la flotte romaine à Carthagène. Majorien dissout son armée en Hispanie et rentre seul en Italie, laissant le commandement de l'armée stationnée à Arles à Aegidius. 

### Rébellion de Ricimer et assassinat de l'empereur
Ricimer entre alors en rébellion ouverte. Il envoie des troupes contre Majorien. La rencontre a lieu à Tortone, dans la plaine du Pô. Prisonnier, Majorien est destitué le 3 août et assassiné le 7.

## Suites de la défaite d'Arles pour Théodoric

### Le code de Théodoric
Vers 460[réf. nécessaire], Théodoric promulgue un code juridique des Wisigoths, l'édit de Théodoric. À cette époque, en effet, les lois sont personnelles : les Romains (y compris les Gaulois libres de l'empire, citoyens romains depuis l'édit de Caracalla (212) sont soumis au droit romain, les Germains aux coutumes de leur peuple, jusque-là purement orales. Les rois germains font donc mettre par écrit leurs lois et coutumes (cf. la loi des Francs saliens, la loi des Burgondes, etc.)  

### Reprise de la guerre (460)
La paix est de courte durée. Apprenant l’assassinat de Majorien, Aegidius refuse de se soumettre à Ricimer. Théodoric s'allie au contraire avec Ricimer et son empereur (Libius Severus, 461-465), reprend la Narbonnaise première, envahit de nouveau l’Espagne. 
Il va en sortir une nouvelle guerre des Goths de 461 à 476.